# Pedro Rocamora y García
Pedro Rocamora y García (Granja de Rocamora, 11 de febrero de 1832-Castellón de la Plana, 19 de enero de 1925) fue un obispo y senador español.

## Biografía
Hijo de José y Josefa, nació en la Granja de Rocamora (Alicante), siendo bautizado el día 12 de febrero de 1832.
Cursó y ganó los tres primeros años de Filosofía según el plan de estudios entonces vigente, desde octubre de 1845 a 1848, en el Instituto que existía en Orihuela.
En octubre de 1848 ingresó en clase de colegial interino en el Seminario de aquella diócesis, donde terminó sus estudios de Filosofía, continuando después los de Sagrada Teología y Derecho Canónico, mereciendo en todos los exámenes de fin de curso, la calificación más alta.
En 1855 recibió en dicho Seminario el grado de Bachiller en Teología, y en julio de 1857 en el Central de Valencia los de Licenciado y Doctor en la misma facultad, obteniendo la superior censura.
En 1854 eñseñó Filosofía en el Seminario, y en el año siguiente y sucesivos hasta 1860, fue catedrático de Teología dogmática y Moral.
En 16 de febrero del año 1856 recibió el Sagrado Prebiteriado. En agosto de 1858 hizo oposición ad meritum, por no tener la edad requerida, a la Penitenciaría de la Catedral de Orihuela, mereciendo la aprobación con la nota más brillante.
En enero de 1860 fue nombrado Cura Ecónomo de la parroquial de Santa María, matriz de la villa de Elche, también en clase de Ecónomo. En 1864 hizo oposiciones a la Magistral y Penitenciaría de Valencia, y en 1866 a la Magistral de la Catedral de Orihuela. En 1869 hizo otra vez oposiciones a la Penitenciaria de Orihuela, que ganó, tomando posesión de dicha plaza en 5 de marzo de 1867.
En 18 de diciembre de 1893 fue propuesto por la Reina Regente para la iglesia y obispado de Tortosa y el 21 de mayo de 1894 fue preconizado por Su Santidad en el consistorio celebrado en dicha día.
Pedro Rocamora desempeñó varios cargos y comisiones que le confió sus prelados. Fue visitador del cementerio de Orihuela; hermano mayor eclesiástico de la cofradía de Nuestra Señora de Monserrat, patrona de dicha ciudad, presidente de la Conferencia de San Vicente de Paúl, presidente y director de la Congregación de señoras llamadas «Las Mónicas»; confesor de religiosas y entre estas de toda la Comunidad de las de Jesús y María y otras varias, pues por su celo y actividad. Todos los días ocupaba desde el amanecer el confesionario, que abandonaba para tomar parte en el coro. 
La prensa de su época dijo de él:

En medio de sus muchas tareas, no dejaba de ocupar con frecuencia la cátedra sagrada, en donde ponía de manifiesto sus profundos conocimientos, su sencillez, su virtud y su espíritu evangélico, siendo su único objeto al predicar, el llevar el consuelo a los corazones y conquistar almas para el cielo.

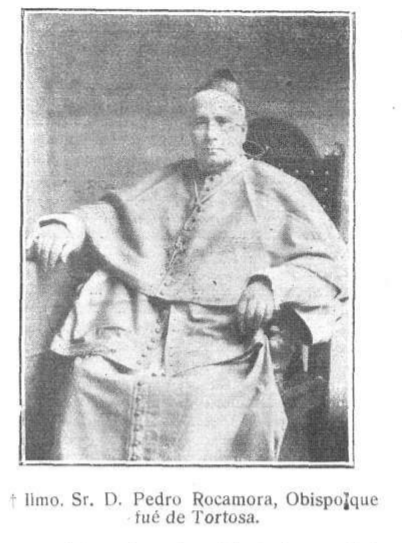
El obispo Pedro Rocamora, retratado en el diario El Siglo Futuro.

Durante el tiempo que gobernó la diócesis de Tortosa, la visitó varias veces toda, predicando en todas las parroquias. Según el Correo de Tortosa, Pedro Recamora fue infatigable en esta labor, «a veces hasta exponiendo su salud por tan excesivo trabajo».
En la citada diócesis introdujo la piadosa práctica, ya establecida en aquel momento en algunas otras, de leer en las iglesias durante la Cuaresma los ejercicios espirituales que compuso el Dr. Félix Herrero Valverde, antiguo obispo de Orihuela, libro que tenía por objetivo, según una circular del Obispo Rocamora, que los fieles «se instruyan en la doctrina cristiana, recuerden las verdades eternas y mediten los misterios de nuestra santa Religión».
Entre sus cargos pastorales, se dedicó especialmente a la predicación, de ahí que además de hacerlo en la Santa Visita, lo verificó con mucha frecuencia en la Iglesia Catedral, distinguiéndose sus sermones por un gran fondo de doctrina teológica, expuesta con gran claridad, correcto estilo y oportunas aplicaciones morales. Publicó asimismo con frecuencia cartas pastorales.
Con motivo de sus bodas de plata episcopales, el 26 de agosto de 1919 se celebró en Tortosa y en toda la diócesis grandes festejos. Según el Correo de Tortosa, se ganó la simpatía general del clero y sus diocesanos. Destacó por su saber y su modestia.
Colaboró con el diario El Siglo Futuro, del que fue lector y suscriptor. Definió a su director, Ramón Nocedal, fundador del Partido Integrista, como «insigne confesor de Cristo y ornamento de la Religión y de la Patria».